# Francis Pakenham (diplomat)
Francis John Pakenham, född den 29 februari 1832 i London, död den 26 januari 1905 i Alameda, Kalifornien, var en brittisk diplomat. Han var son till Thomas Pakenham, 2:e earl av Longford.
Pakenham inträdde 1852 på diplomatbanan, blev 1864 legationssekreterare i Buenos Aires och 1865 i Rio de Janeiro samt utförde 1865 framgångsrikt en mission till Paraguay för att skydda brittiska medborgare under kriget mellan Paraguay, Argentina och Brasilien. Pakenham var en kort tid 1868 legationssekreterare i Stockholm, därefter i Bryssel, Washington, D.C. och (1874–1878) Köpenhamn, var 1878–1885 ministerresident i Chile, 1885–1896 envoyé i Buenos Aires och 1896–1902 envoyé i Stockholm samt erhöll 1898 knightvärdighet. Som diplomat utmärktes han av flegmatiskt lugn.